# Al-Aziz Usman
Al-Aziz Usman, arab. العزيز عثمان (pełne imię: al-Malik al-Aziz Imad ad-Din Abu al-Fath Usman ibn Jusuf), ur. 1171 – zm. 29 listopada 1198 – sułtan z dynastii Ajjubidów, panujący w Egipcie w latach 1193–1198.
Był synem Saladyna (1174–1193). W roku 1186 został ustanowiony przez ojca nominalnym zarządcą Egiptu, chociaż faktyczną władzę sprawował jego wuj i opiekun Al-Adil (1200–1218). Kiedy Saladyn zmarł w roku 1193, Al-Aziz nie uznał zwierzchności swojego starszego brata Al-Afdala (1193–1196), panującego w Damaszku. Al-Afdal usunął większość ministrów swojego ojca, ci zaś zbiegli do Kairu i namówili Al-Aziza do zaatakowania swojego brata. Ten wyruszył przeciwko Damaszkowi w maju 1194 roku. Al-Afdal wezwał na pomoc sprawującego wówczas rządy w Al-Dżazirze Al-Adila. Ten doprowadził do zawarcia nowego układu pomiędzy trzema synami Saladyna. Al-Aziz otrzymał Judeę, a rządzący w Aleppo Az-Zahir (1193–1216) Laodyceę i Dżablę, przy czym obaj uznawali zwierzchnictwo Al-Afdala. W następnym roku Al-Aziz jednak ponownie zaatakował Damaszek, tym razem działając w przymierzu z Az-Zahirem. Al-Adil także tym razem wsparł Al-Afdala i swoimi intrygami rozbił koalicję, zaś niektórzy emirowie zaczęli opuszczać armię Al-Aziza. Wykorzystując to Al-Afdal przepędził armię brata do Egiptu i rozpoczął przygotowania do jego inwazji, zrezygnował jednak z tych planów, gdy Al-Adil zagroził, że w razie ataku na Egipt przejdzie na stronę Al-Aziza. Al-Adil podążył za Al-Azizem do Egiptu i w obliczu narastających dowodów niekompetencji Al-Afdala obaj porozumieli się co do jego obalenia. W lipcu 1196 roku nowi sprzymierzeńcy zajęli Damaszek i odtąd Al-Adil miał sprawować w nim władzę jako namiestnik nowego najwyższego sułtana Ajjubidów, Al-Aziza. Al-Afdal został skazany na zesłanie do niewielkiego miasta Salchad. Al-Aziz krótko cieszył się swoją nowo zdobytą pozycją, ponieważ zmarł 29 listopada 1198 roku po upadku z konia, pozostawiając jako swojego następcę dwunastoletniego syna Al-Mansura (1198–1199).